# Фома из Вильянуэвы
Святой Фома из Вильянуэвы (также Фома из Виллановы; исп. Tomás de Villanueva; около 1488[…], Фуэнльяна, Кастилия-Ла-Манча — 8 сентября 1555, Валенсия) — испанский монах-августинец, известный проповедник, аскет и писатель своего времени. Архиепископ Валенсии, особенно прославившийся заботой о бедных.

## Биография
Тома́с Гарсиа-и-Мартинес (исп. Tomás García y Martínez) родился в 1488 году в семье мельника из Фуэнльяны, который регулярно раздавал еду нищим. Вырос и выучился в Вильянуэве-де-лос-Инфантес, откуда и пошло его имя Фома из Вильянуэвы. В 16-летнем возрасте поступил в университет в Алкале изучать богословие. Он стал профессором и преподавал искусство, логику и философию, несмотря на рассеянность и плохую память.
В 1516 году решил присоединиться к монахам-августинцам в Саламанке и в 1518 году был рукоположён в сан священника. Прославился красноречивыми и пылкими проповедями в церквях Саламанки. Услышав его проповедь, Карл V воскликнул: «Этот монсеньор сдвинет даже камни!» Он сделал Фому одним из своих советников и придворным проповедником в резиденции императора в Вальядолиде. Резкая критика других епископов принесла ему репутацию реформатора. Также проповедовал против жестокости корриды.
В ордене последовательно занимал должности приора своего местного монастыря, генерального визитатора и приора провинции Андалусия и Кастилия. В 1533 году Фома отправил первых монахов-августинцев в Мексику. Карл V предлагал ему пост архиепископа Гранады, но Фома отказался.

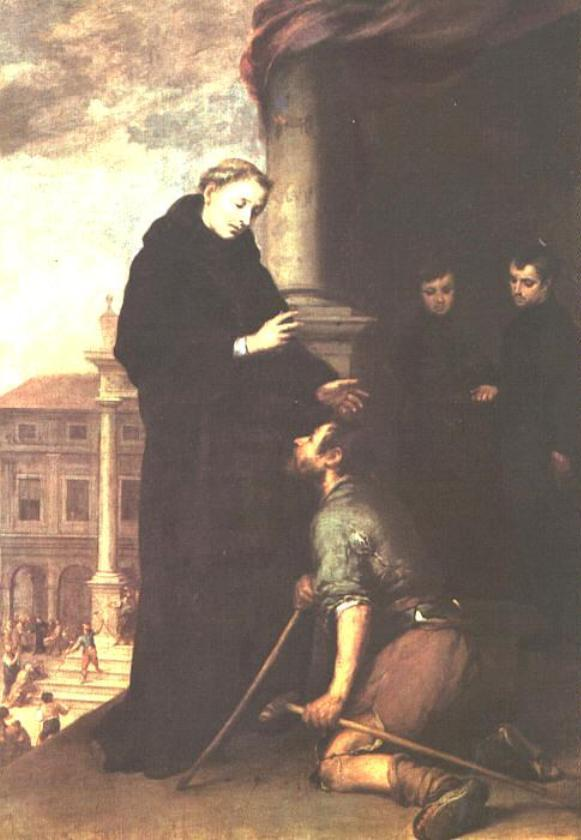
Фома из Вильянуэвы исцеляет больных. Мурильо, 1668 г.

## Епископство
В 1544 году назначен архиепископом Валенсии, но отказывался принять должность до тех пор, пока не поступил официальный приказ. Выделенные средства на обстановку архиепископской резиденции он отправил в нуждающуюся в ремонте больницу. Первым делом он посетил все приходы, чтобы узнать, в чём нуждаются люди, и помощью своего помощника епископа Хуана Сегриа он привёл в порядок запущенные дела архиепархии. Организовал специальный колледж для новообращённых мавров, и, в частности, воплотил в жизнь эффективный проект по оказанию социальной помощи. В 1547 году рукоположил в священники Луиса Бертрана, будущего «апостола Южной Америки».
Известный аскет и «отец бедняков», он продал свой соломенный матрас, чтобы раздать деньги нищим, и носил ту же, что и в послушничестве, одежду, собственноручно починенную. Он без устали помогал нуждающимся, в особенности заботясь о сиротах, бесприданницам и больным. Тем не менее он обладал разумным представлением о благотворительности и стремился решить проблему бедности изнутри: «Благотворительность — это не просто раздача подаяний, но устранение нужды тех, кто получает милостыню, и по возможности освобождение их от неё». Основал интернаты и школы.
Фома из Вильянуэвы скончался в Валенсии 8 сентября 1555 года от «грудной жабы» в возрасте 68 лет. Похоронен в соборе Валенсии.

## Прославление
Причислен к лику блаженных 7 октября 1618 года папой Павлом V, канонизирован папой Александром VII 1 ноября 1658 года.
День памяти — 22 сентября.